# Elisabeth Goedicke

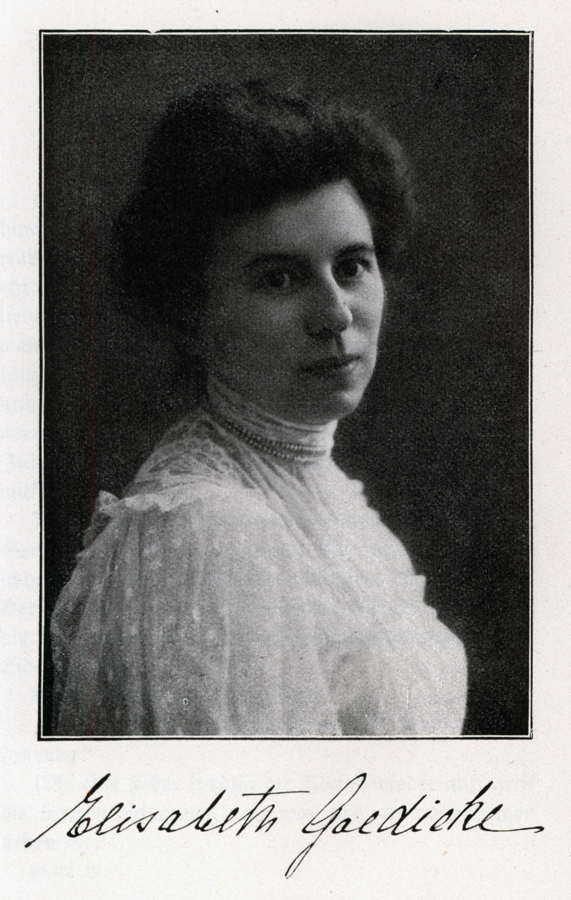
Elisabeth Goedicke

Elisabeth Goedicke (auch: Else Goedicke; * 21. Mai 1873 in Brandenburg an der Havel; † nach 1943) war eine deutsche Schriftstellerin.

## Leben
Elisabeth Goedicke war die Tochter eines Militärarztes, der später zum Generalarzt aufstieg. Sie wuchs im holsteinischen Plön auf. Nachdem sie eine Ausbildung in Berlin und Magdeburg absolviert hatte, lebte sie mehrere Jahre in Tempelhof bei Berlin, wo ihre ersten literarischen Arbeiten entstanden. Danach wohnte sie in Darmstadt, Danzig und ab 1901 wieder in Berlin. Während des Zweiten Weltkriegs war sie in dem brandenburgischen Ort Ferch am Schwielowsee ansässig.
Elisabeth Goedicke war Verfasserin von Romanen und Erzählungen.

## Werke
- Der tolle Graf, Berlin 1898
- Up ewig ungedeelt, Berlin 1899
- Die Ehre gerettet!, Berlin 1901
- Jens Larsen, Leipzig 1907
- Der Inselkönig, Berlin 1908
- Aus eigener Kraft, Berlin 1917